# غلين رالف
غلين رالف (بالإنجليزية: Glenn Ralph)‏ هو لاعب غولف بريطاني، ولد في 12 يوليو 1956 في Haslemere ‏ في المملكة المتحدة.

## وصلات خارجية
- غلين رالف على موقع رابطة أوروبا للاعبي الغولف المحترفين (الإنجليزية)